# Рейке-Эйсе
Рейке-Эйсе (норв. Ryke Yseøyane) — группа островов, располагающихся у восточного побережья острова Эдж. Архипелаг был назван так в честь фризского китобоя Рейке Эйсе из Влиланда, который обнаружил эти острова в 1640—1645 годах. Впервые архипелаг появился на карте Хендрика Донкера в 1663 году.